# Medophron rogatus
Medophron rogatus är en stekelart som beskrevs av Henry Keith Townes, Jr. 1983. Medophron rogatus ingår i släktet Medophron och familjen brokparasitsteklar. Inga underarter finns listade i Catalogue of Life.